# العلاقات الجنوب إفريقية الفيتنامية
العلاقات الجنوب أفريقية الفيتنامية هي العلاقات الثنائية التي تجمع بين جنوب أفريقيا وفيتنام.

## مقارنة بين البلدين
هذه مقارنة عامة ومرجعية للدولتين:
| وجه المقارنة                                              | جنوب أفريقيا | فيتنام           |
| --------------------------------------------------------- | --- | ---------------- |
| المساحة (كم2)                                             | 1.22 مليون | 331.69 ألف       |
| عدد السكان (نسمة)                                         | 57.73 مليون | 94.66 مليون      |
| الكثافة السكانية (ن./كم²)                                 | 47.32 | 285.39           |
| العاصمة                                                   | بريتوريا، بلومفونتين، كيب تاون | هانوي            |
| اللغة الرسمية                                             | لغة إنجليزية، اللغة الأفريقانية، اللغة النديبلي الجنوبية، اللغة السوثو الشمالية، اللغة السوتية، لغة سوازي، اللغة التسونجا، اللغة التسوانية، اللغة الفيندية، اللغة الكوسية، اللغة الزولوية | اللغة الفيتنامية |
| العملة                                                    | راند جنوب أفريقي | دونغ فيتنامي     |
| الناتج المحلي الإجمالي (بليون دولار)                      | 349.42 مليار | 234.19 مليار     |
| الناتج المحلي الإجمالي (تعادل القوة الشرائية) بليون دولار | 725.91 مليار | 553.42 مليار     |
| الناتج المحلي الإجمالي الاسمي للفرد دولار أمريكي          | 5.72 ألف | 2.48 ألف         |
| الناتج المحلي الإجمالي للفرد دولار أمريكي                 | 13.05 ألف | 5.63 ألف         |
| مؤشر التنمية البشرية                                      | 0.666 | 0.666            |
| رمز المكالمات الدولي                                      | +27 | +84              |
| رمز الإنترنت                                              | .za | .vn              |
| المنطقة الزمنية                                           | ت ع م+02:00، أفريقيا/جوهانسبرغ ‏ | ت ع م+07:00      |

## منظمات دولية مشتركة
يشترك البلدان في عضوية مجموعة من المنظمات الدولية، منها:
| علم المنظمة | اسم المنظمة                        | تاريخ انضمام جنوب أفريقيا | تاريخ انضمام فيتنام |
| ----------- | ---------------------------------- | ------------------------- | ------------------- |
|             | مؤسسة التنمية الدولية              | 12 أكتوبر 1960            | 24 سبتمبر 1960      |
|             | يونسكو                             | 4 نوفمبر 1946             | 6 يوليو 1951        |
|             | وكالة ضمان الاستثمار متعدد الأطراف | 10 مارس 1994              | 5 أكتوبر 1994       |
|             | الأمم المتحدة                      | 7 نوفمبر 1945             | 20 سبتمبر 1977      |
|             | الفريق المعني برصد الأرض           | ?                         | ?                   |
|             | الاتحاد البريدي العالمي            | ?                         | ?                   |
|             | البنك الدولي للإنشاء والتعمير      | 27 ديسمبر 1945            | 21 سبتمبر 1956      |
|             | المنظمة الهيدروغرافية الدولية      | ?                         | ?                   |
|             | الاتحاد الدولي للاتصالات           | 1910                      | 24 سبتمبر 1951      |
|             | منظمة حظر الأسلحة الكيميائية       | ?                         | ?                   |
|             | مؤسسة التمويل الدولية              | 3 أبريل 1957              | 4 أغسطس 1967        |
|             | منظمة التجارة العالمية             | 1995                      | 11 يناير 2007       |
|             | منظمة الشرطة الجنائية الدولية      | ?                         | ?                   |

## وصلات خارجية
- موقع وزارة الخارجية الجنوب أفريقية
- موقع وزارة الخارجية الفيتنامية